# Rio dei Barcaroli
Le rio dei Barcaroli (canal des gondoliers) est un canal de Venise dans le sestiere de San Marco.

## L'Art des Barcaroli
Le nom vient des barcaroli, qui furent les corporations de gondoliers. Venise en comptait un certain nombre en fonction du trajet qu'ils effectuèrent. La corporation comprenait les batelanti qui menait les bateaux et gondoles, tandis que les barcaroli de Venezia e peateri s'occupaient du transport de marchandises. Le canal porte ce nom depuis la moitié du 19e siècle, bien que son existence soit documentée depuis au moins l'an 1500.

## Description
Le rio dei Barcaroli prolonge le rio de San Luca à son confluent avec le rio della Verona (Venise) sur 137 mètres vers le sud jusqu'au rio de San Moisè et le confluent avec le rio delle Veste. Sur son flanc est, le rio rencontre également le rio dei Fuseri, le palais Molin formant le coin. Ensuite le ponte dei Barcaroli o dei Cuoridoro traverse le rio en reliant la Frezzaria à l'est à la calle Fruttariol à l'ouest. Les cuoridoro (voir aussi : Corporations des arts et métiers de la république de Venise) furent les fabricants des cuirs dorés et peints, utilisés pour couvrir les murs des pièces, les seggiole (chaises), les livres, etc. Ces peaux et cuirs s'écoulaient en Orient et en Espagne. Cet art, qui comptait jusqu'à 71 boutiques se réduisit plus tard à quatre seulement. La Frezzeria ou Frezzaria (Sabellicus: vicus sagittarius) fut un lieu où on vendait des flèches. Des lois du XIVe siècle obligèrent les Vénitiens de 16 à 35 ans à s'exercer dans le tir d'arbalète sur la plage du Lido.
Après avoir passé le palais Basadonna sur son flanc est, le rio est traversé par le ponte piscina di Frezzaria, qui relie la Piscina di Frezzaria à l'est avec la Calle Drio la Chiesa à l'ouest, qui débouche sur l'Église San Fantin en face de La Fenice.
Finalement, le rio rencontre le rio delle Veste sur son flanc ouest avant de se prolonger dans le rio de San Moisè.

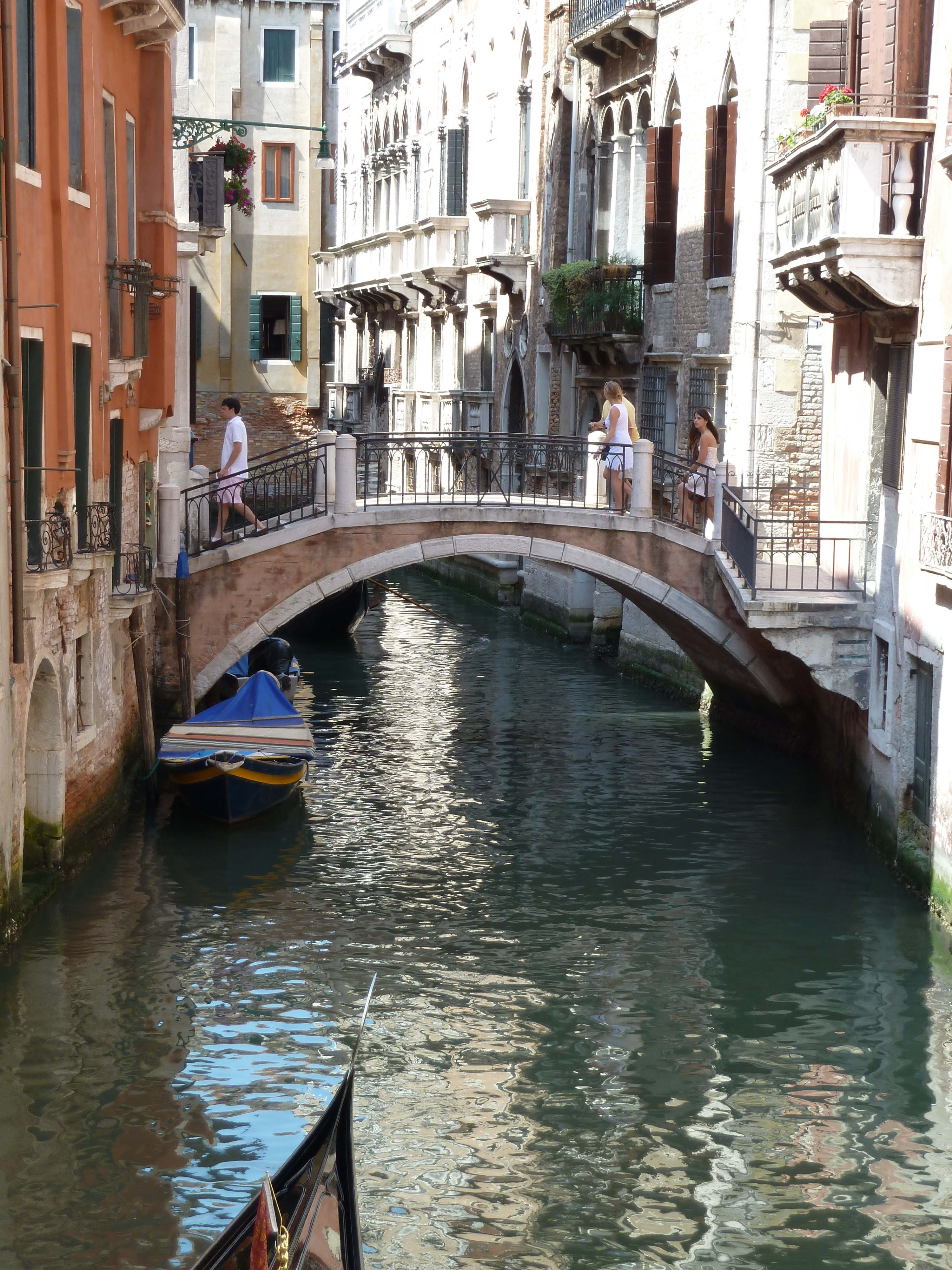
Ponte dei Barcaroli ou del Cuoridoro
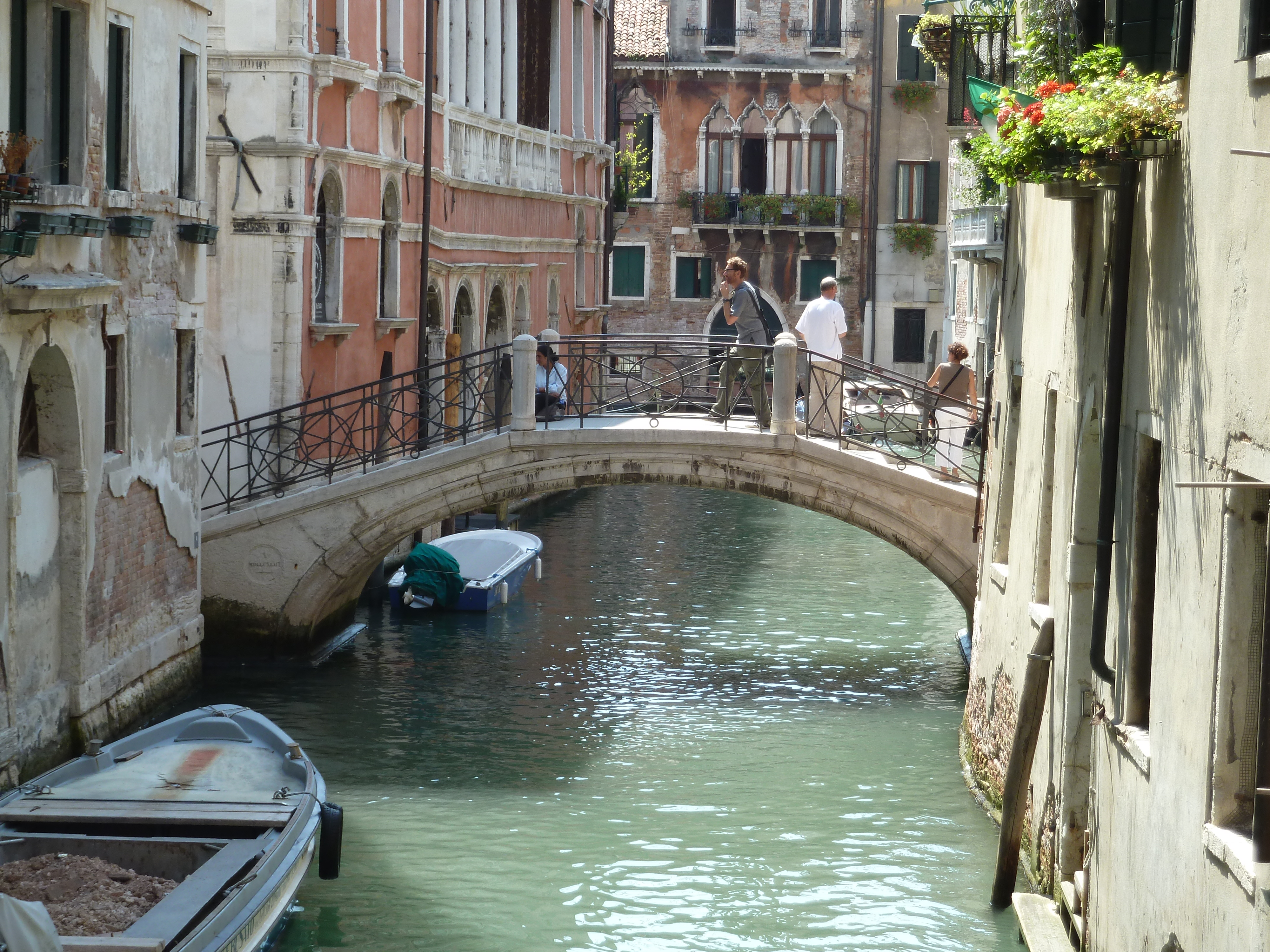
Ponte di Piscina di Frezzaria
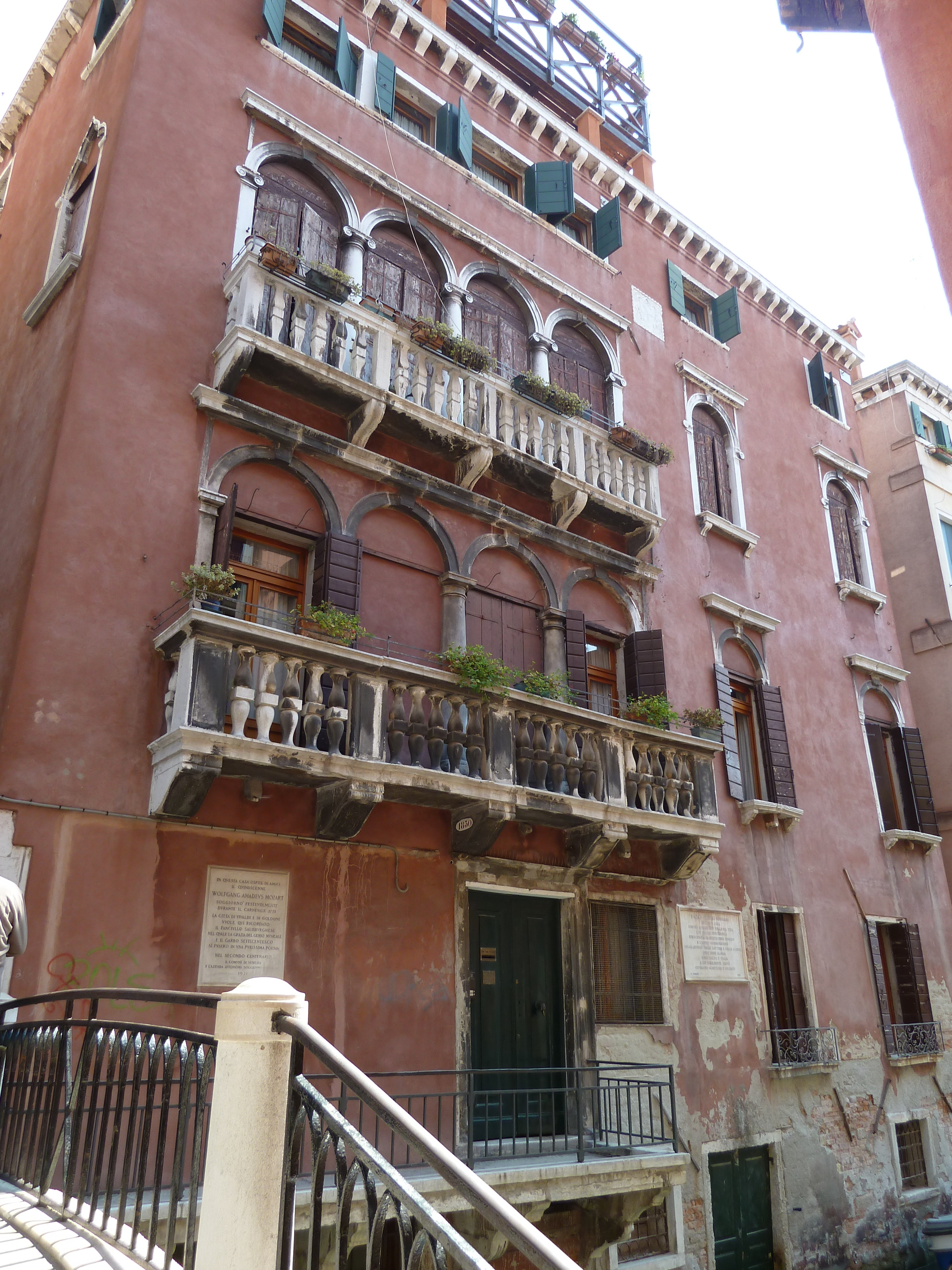
Le palais Basadonna
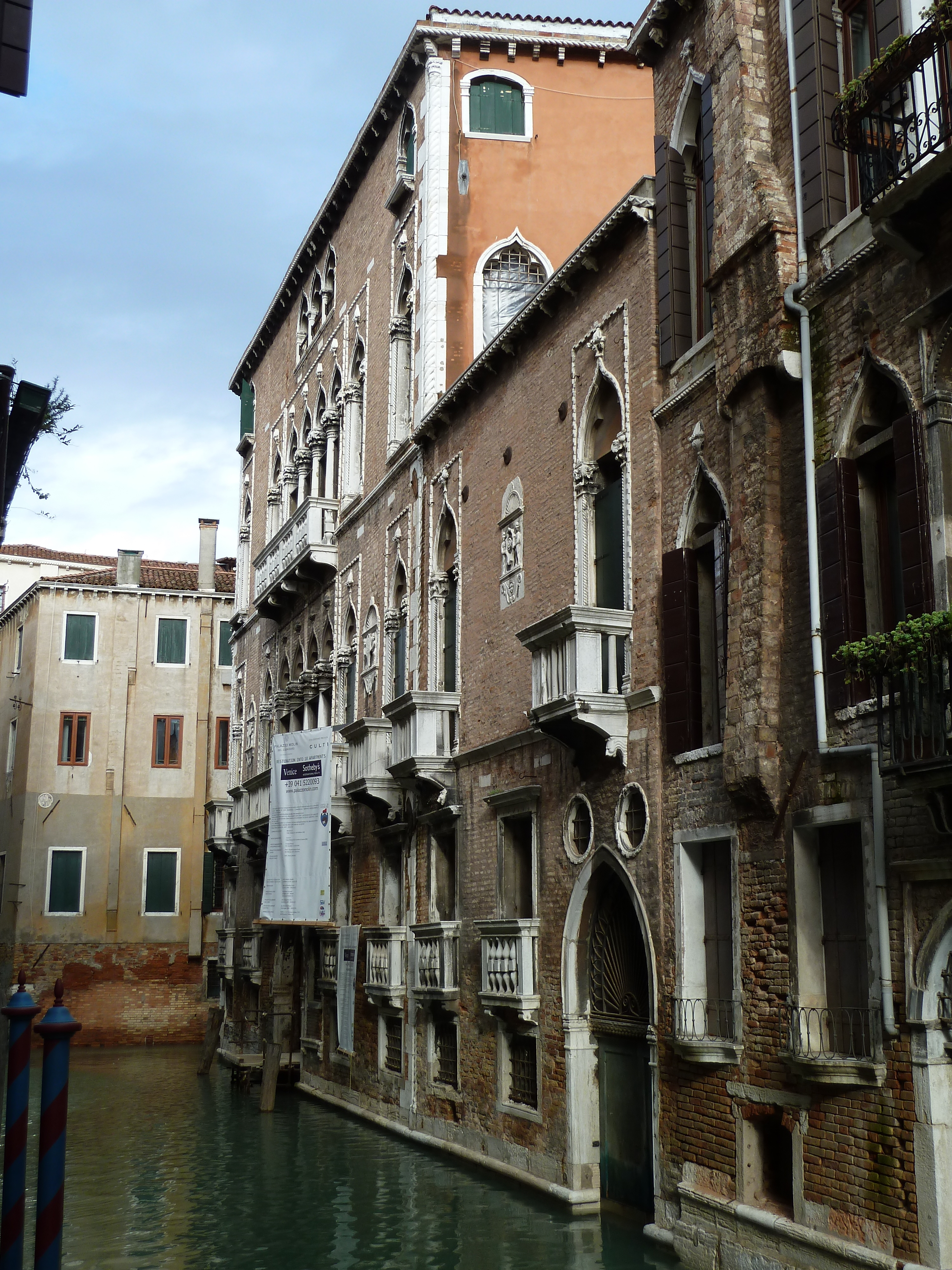
Le palais Molin del Cuoridoro